# Fuat Hüsnü Kayacan
Fuad Hüsnü Kayacan (1879 à Constantinople - 1963) est connu comme le premier footballeur turc.

## Biographie
Ce fils de l'amiral Hüseyin Hüsnü Paşa, né sous le nom de Fuad Bey, étudie à l'école Deniz Harp, et habite à Kadıköy et Moda.
Il crée avec une famille anglaise l'équipe des Black Stockings (Les chaussettes noires), mais aussi avec son ami Reşat Danyal un club composé de jeunes Turcs.
Il commence à jouer dans l'équipe anglaise Cadikeuy (kadikoy), sous le nom de Boby. Après trois années dans différents clubs de cadikeuy (kadikoy) et Moda, il passe à Galatasaray en 1908, et remporte à trois reprises la ligue d'Istanbul.
En 1912, il part en Angleterre, mais en 1914, il revient en Turquie. Il joue 3 ans à Fenerbahce, dont il devient le capitaine.
À partir de 1920, il commence à écrire dans les journaux et magazines. Après Fenerbahce, il revient à Galatasaray.
En 1963, il décède, alors qu'il est l'un des dirigeants du club de Galatasaray.